# Tetrosomus gibbosus
A Tetrosomus gibbosus a sugarasúszójú halak (Actinopterygii) osztályának gömbhalalakúak (Tetraodontiformes) rendjébe, ezen belül a bőröndhalfélék (Ostraciidae) családjába tartozó faj.

## Előfordulása
A Tetrosomus gibbosus elterjedési területe a Csendes-óceán nyugati része, az Indiai-óceán és a Vörös-tenger. A Szuezi-csatornán keresztül, a Földközi-tenger déli részére is eljutott. Ez a hal megtalálható Kelet-Afrikától, Indonézián keresztül Dél-Japánig és Észak-Ausztráliáig.

## Megjelenése
Ez a halfaj általában 20 centiméter hosszú, de akár 30 centiméteresre is megnőhet.

## Életmódja
A Tetrosomus gibbosus tengeri halfaj, amely a korallzátonyokon él. 37-110 méteres mélységben tartózkodik. Néha a tengerifűvel benőtt sekély vizekbe is beúszik. Tápláléka fenéklakó gerinctelenekből áll.

## Felhasználása
Csak kis mértékben halásszák, és csak az akváriumoknak. Az ember nem fogyassza.
Mérgező halfaj!